# Amanda Lepore
Amanda Lepore (született Armand Lepore néven 1967. december 5-én, New Jerseyben.) amerikai transznemű előadóművész, énekesnő, rapper, modell, divattervező. A Hearterette, a Mego Jeans, a Swatch és még más cégek arca, David LaChapelle fotós múzsájaként is ismerik. A Hearterette cég Amanda arcát több terméken is szerepelteti. Szerepelt a Party Monster című filmben is, amit Fenton Bailey és Randy Barbato rendezett. Amanda New Yorkban lakik, és éjszakai hoszteszként dolgozik a város több éjszakai klubjában és szórakozóhelyén. Szerepelni szokott még Elton John, a Dandy Warhols és a Girl in a Coma videóklipjeiben. Cedar Grove-ban született, New Jersey államban.

## Élete
Egy olasz-amerikai mérnök apa és egy német-amerikai szkizofrén anya gyermekeként született Armand Lepore néven. 11 évesen eldöntötte, hogy nemváltoztató műtéten szeretne átesni, miután a televízióban látott ezzel kapcsolatban egy műsort. Megelégelve, hogy fiúként öltözzön, elhatározta, hogy lánynak öltözve jár iskolába, ezért házitanárt kapott végül. 15 évesen ruhákat kezdett el tervezni a helyi sztriptíz klub táncosainak. Ekkor már hormonkezelés alatt állt, egy barátja segítségének köszönhetően, mivel még kiskorú volt ehhez. Neki ruhákkal fizetett ezért. Miután elkezdtek nőni a mellei, a házitanára pszichiátert hívott hozzá. Ezután hivatalosan is transzneműként diagnosztizálták, és legálisan juthatott hormonokhoz.
Első átalakító műtéte az arcplasztika volt, amit 15 évesen végeztek el rajta. Ezt ingyen végezte el rajta a plasztikai sebész, aki később barátja is lett. Ezután Amanda egy könyvesbolt tulajdonosába habarodott bele. Ő nem tudott arról, hogy Amanda transzszexuális, de amikor ő ezt elmondta neki, elfogadta azt. Elvitte egy doktorhoz, hogy befejezzék az átalakítást, de az anyja nem engedte neki, mivel még kiskorú volt.
17 évesen végezték el rajta a nemátalakító műtétet. Hozzáment a könyvesbolt-tulajdonoshoz. A férje féltékenykedése miatt, és amiatt, hogy ki ne derüljön, hogy transzszexuális volt, házhoz kötött volt. Hét hónappal később szökni próbált onnan, ezalatt az idő alatt összegyűjtött egy kis pénzt és elment onnan. A férje egy nyomozót bérelt fel, hogy kiderítse, hol van, melynek következtében távolmaradási határozatot kért ellene. Apósával kapcsolatban maradt, aki megértette, miért hagyta el a fiát. New York-i otthonában napi 45 dollárt keresett meg azzal, hogy egy szalonban dolgozott. Felfigyelt rá egy barátja és domina lett belőle. Egy másik barátja elvitte őt Michael Alig partijára, ahol ő lett a figyelem középpontja. ezután a Bowery bárban dolgozott, ahol LaChapelle bukkant rá. Amandának háromszor volt mellnagyobbító műtéte, a szeme felett kétszer nagyobbították meg, a homlokát is, a hajvonalát lejjebb hozták, az ajkait is feltöltötték szilikonnal.

## Fordítás
- Ez a szócikk részben vagy egészben  az   Amanda Lepore című angol Wikipédia-szócikk ezen változatának fordításán alapul.  Az eredeti cikk szerkesztőit annak laptörténete sorolja fel. Ez a jelzés csupán a megfogalmazás eredetét és a szerzői jogokat jelzi, nem szolgál a cikkben szereplő információk forrásmegjelöléseként.